# 倒角

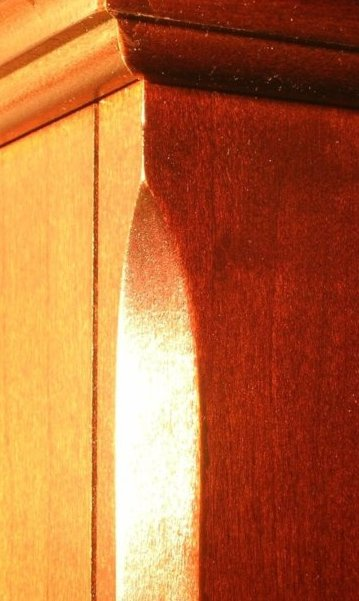
倒角

倒角是使具有較銳利稜角或邊緣之物件的稜角變得和緩的工藝，較常見的作法是將一個直角稜加工成一個45度角的面。倒角常被用於机械加工、大木作、家具、建築模板、鏡、印刷电路板，木地板等工藝中。

## 外部連結
- 维基词典中的词条「chamfer」
- .  5 (第11版). London. 1911.